# Perikon-familien
Perikon-familien (Hypericaceae) rummer 9 slægter med omkring 560 arter. Den er udbredt over hele verden, men man har endnu ikke optalt alle arter i Sydamerika. Det er urter eller buske med modsatte blade, der bærer hårklædte eller mørkfarvede kirtler. Blomsterne har talrige, ofte bundtede støvdragere. Frøene er meget små.
| Slægter |

- Cratoxylum
- Eliea
- Harungana
- Perikon (Hypericum)
- Lianthus
- Psorospermum
- Santomasia
- Thornea
- Triadenum
- Vismia